# Чирино, Хосе Леонардо
Хосе Леонардо Чирино (исп. José Leonardo Chirino; 25 апреля 1754 — 10 декабря 1796) — свободный самбо, 10 мая 1795 года возглавивший восстание рабов в окрестностях Санта-Ана-де-Коро (Венесуэла), крупного порта и центра производства сахара. Это восстание было одним из крупнейших в колониальный период в данном генерал-капитанстве до Венесуэльской войны за независимость.

## Восстание 1795 года
Хосе Леонардо Чирино был единственным сыном свободной коренной женщины (от неё у него фамилия) и чернокожего раба из креольской семьи, следовательно, родился свободным.
1795 год был, пожалуй, самым революционным годом в истории Карибского бассейна: на фоне Гаитянской революции под предводительством Туссен-Лувертюра восстания произошли на Гренаде, Сент-Люсии, Сент-Винсенте, Кюрасао, Доминике, Гайане, Тринидаде, Ямайке.
Восстание Коро выросло из этой революционной ситуации в регионе и внесло в неё собственный вклад. Его руководителями выступили сам Чирино, который незадолго до этого посетил Сан-Доминго и передал на родину вести о тамошнем восстании темнокожих рабов и мулатов, а также о более далёкой Французской революции, и Хосе Каридад Гонсалес, свободный конголезец, изучавшего идеи, философию, стратегию и тактику разворачивающейся Французской революции.
Под влиянием бурно развивашихся революционных и освободительных движений во Франции и на Гаити они выдвинули лозунг «Освобождение рабов, отмена колониальных поборов, провозглашение республики». Объединив более 300 рабов с местных сахарных плантаций, а также «цветных» пеонов и жителей предместий, повстанцы опустошили окрестности Коро, уничтожая усадьбы и плантации испанской и креольской земельной аристократии, а затем взяли приступом и сам город.
Восстание Коро преследовало четыре основные цели:
- Заимствование новой правовой системы Французской революции, то есть отмена монархии с колониальной системой и создание независимой демократической республики.
- Освобождение всех рабов африканского происхождения и отмена рабства.
- Отмена податей, наложенных на коренное население колонии во времена испанского колониального владычества.
- Ликвидация превосходства белой расы, или привилегий и предрассудков на основе цвета кожи[3].

## Предательство и казнь
Впрочем, слабо организованные силы восставших были разгромлены спешно присланным королевским ополчением. Хосе Леонардо Чирино не успел прибыть вовремя, чтобы принять участие в битве. Узнав о поражении, он ушел в горы Сьерра-де-Коро, пытаясь реорганизоваться. Он пишет вождю и индейцам Пекайи, прося их присоединиться к борьбе.
Однако три месяца после подавления восстания Чирино был предан соратником и схвачен. Его дети были проданы в рабство (дочь Бибиана за 200 песо, а сыновья Хосе Иларио и Рафаэль Мария — за 120 и 150 песо соответственно). Королевский суд Каракаса приговорил его к повешению, и сам лидер восстания был казнён 10 декабря 1796 года. После приведения приговора в исполнение его тело было расчленено. В качестве последнего научщения отрубленные и кровоточащие головы Хосе Леонардо и двух его помощников были включены в герб города Коро, как публичное предупреждение тем, кто мог помыслить о «восстании против Бога и короля».

## Значение и память
Хотя эта попытка освобождения и провалилась, но налоги в конечном итоге были снижены и взимались более гуманным образом. Кроме того, историки считают это восстание первым движением, предшествовавшим обретению независимости в Венесуэле, которое проложило путь движениям Хосе Марии Эспаньи и Мануэля Гуаля, Франсиско де Миранды и Симона Боливара.
В ознаменование 200-летия восстания под руководством Чирино в 1995 году Национальная исполнительная власть, Конгресс Республики и различные культурные учреждения по всей стране воздали почести этому деятелю. Среди памятных мероприятий 10 мая 1995 года в Национальном пантеоне была открыта мемориальная доска, официально обозначающая его присутствие среди других венесуэльских героев.
В 2005 году 10 мая был объявлен «Днем афро-венесуэльцев» тогдашним председателем Национальной ассамблеи Николасом Мадуро в ознаменование 210-летия восстания Леонардо Чирино. 10 мая 2015 года на площади Боливара в Каракасе — на том самом месте, где он был казнён 10 декабря 1796 года, — была открыта мемориальная доска в память о Чирино. В его честь также назван Аэропорт имени Хосе Леонардо Чирино в Коро.